# 허드슨 리버 화파

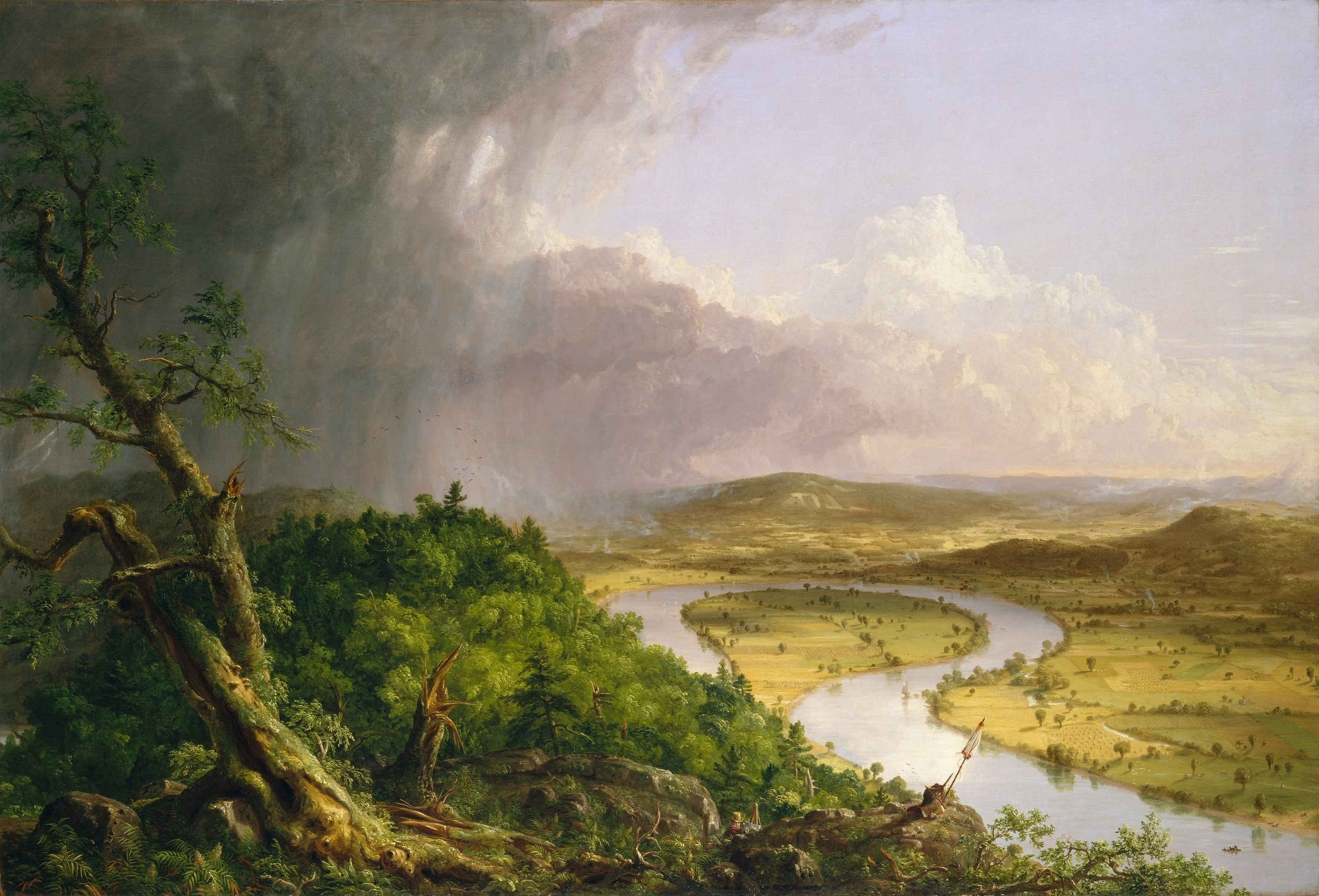
허드슨 리버 화파의 창시자인 토머스 콜의 《더 옥스보》(The Oxbow), 1836년, 메트로폴리탄 미술관

허드슨 리버 화파(Hudson River School)는 낭만주의에 영향을 받은 한 무리의 풍경화가들로 구성된 19세기 중반 미국의 미술 운동이다. 허드슨 리버 화파의 초기 그림들은 주로 허드슨 밸리를 중심으로 그 주변 지역인 캐츠킬산맥, 애디론댁산맥, 화이트산맥을 묘사했으며 2세대 예술가들의 작품은 뉴잉글랜드, 캐나다 연해주, 미국 서부, 남아메리카의 다른 지역 등으로 확대되었다.

## 개요
1825년에서 1870년 사이 미국에는 풍경화가 학파가 번성하였는데, 이 학파는 종종 "토박이", "미국인" 또는 "뉴욕" 학파로 불렸다. 뉴욕이 그 중심지였으며 많은 회원들이 그리니치빌리지의 10번가 스튜디오 빌딩에 스튜디오를 두고 있었다. '허드슨 리버 화파'(Hudson River School)라는 명칭은 《뉴욕 트리뷴》의 미술 평론가 클라렌스 쿡(Clarence Cook)이나 풍경화가 호머 닷지 마틴(Homer Dodge Martin)이 만들어낸 것으로 알려져 있다. 이 명칭은 1879년 인쇄물에 등장했으며 처음에는 1870년대에 폄하적인 의미로 사용되었다. 왜냐하면 야외 사생 화파인 바르비종파가 미국 후원자와 수집가들 사이에서 유행하게 되면서 이 스타일이 더 이상 선호되지 않았기 때문이다.
허드슨 리버 화파의 그림은 발견, 탐험, 정착 등 19세기 미국의 세 가지 주제를 반영했으며, 미국의 풍경을 인간과 자연이 평화롭게 공존하는 목가적인 환경으로 묘사했다. 허드슨 리버 화파의 풍경화는 자연을 사실적이고 세밀하게 때로는 이상적으로 묘사한 것이 특징이며, 종종 평화로운 농업과 허드슨 밸리에서 빠르게 사라져가는 남아 있는 황무지를 병치하여 거칠고 숭고한 특성이 알려지기 시작했던 시기를 보여준다. 일반적으로 허드슨 리버 화파의 예술가들은 각자의 종교적 신념의 깊이는 다양했지만 미국 풍경의 본질에는 신의 반영이 있었다고 믿었다. 그들은 클로드 로랭, 존 컨스터블, J.M.W 터너와 같은 유럽의 거장들로부터 영감을 받았다. 몇몇 화가들은 뒤셀도르프 화파의 일원이었으며, 그들은 독일의 화가 파울 베버에게 교육을 받았다.

## 창시자

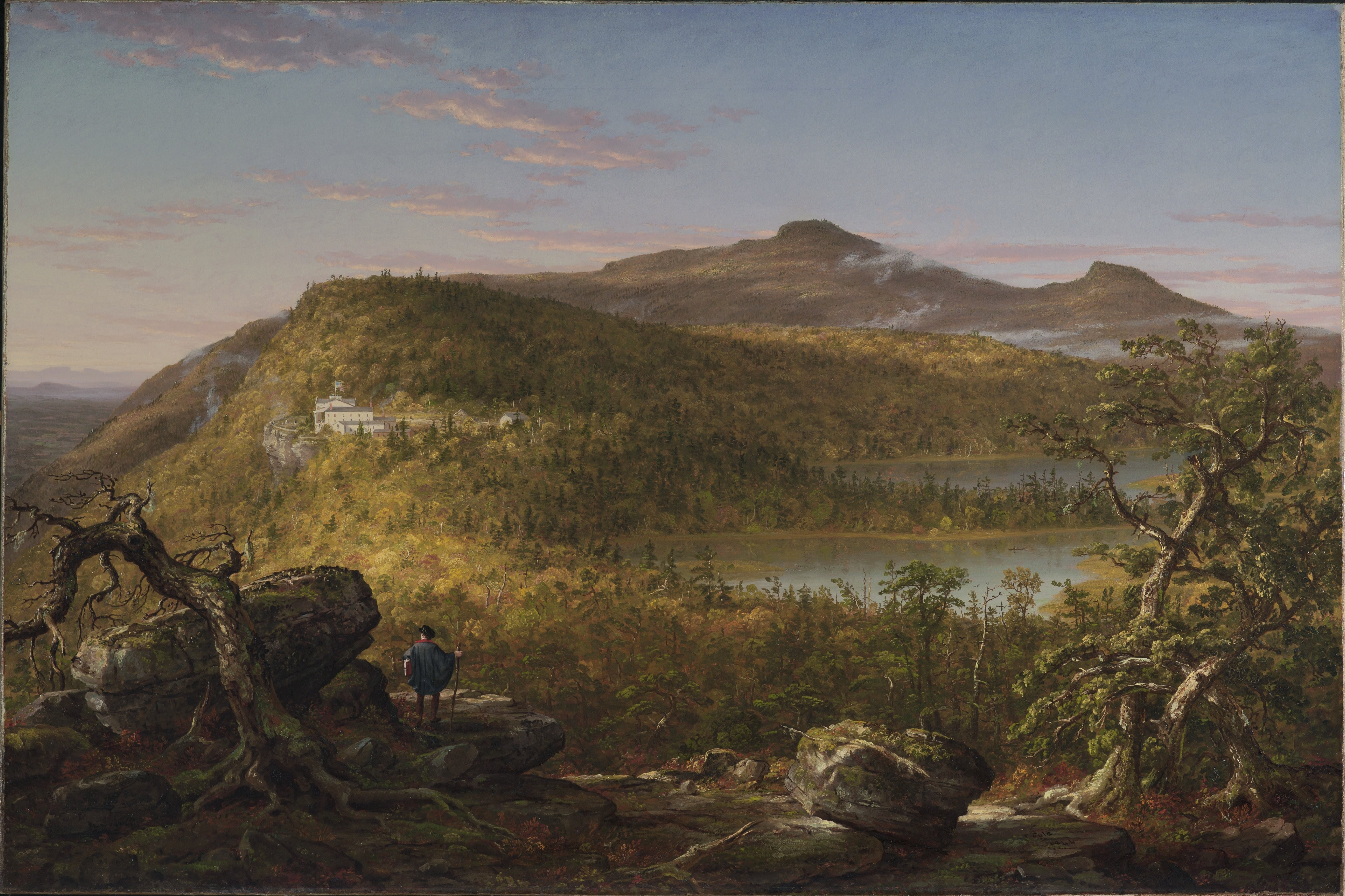
토머스 콜, 《두 개의 호수와 산장의 전망, 캐츠킬산맥, 아침》, 1844년, 브루클린 미술관

일반적으로 허드슨 리버 화파의 창시자는 영국 태생의 미국 화가 토머스 콜로 알려져 있다. 그는 1825년 가을에 증기선을 타고 허드슨강을 거슬러 올라 먼저 웨스트포인트에 들렀다가 그다음 캐츠킬 상륙지에 들렀다. 그는 뉴욕주의 동쪽 캐츠킬산맥을 향해 서쪽으로 하이킹을 하여 그 지역의 최초의 풍경화를 남겼다. 1825년 11월 22일 《뉴욕 이브닝 포스트》에 그의 작품에 대한 첫 리뷰가 실렸다. 영국 출신이었던 토머스 콜은 미국 풍경의 찬란한 가을 색상에 많은 영감을 받았다. 그의 절친한 친구인 애셔 브라운 더랜드(Asher Brown Durand)는 학교의 유명인사가 되었다. 허드슨 리버 화파의 주요한 요소는 민족주의, 자연, 재산에 대한 주제였다. 또한 이 운동을 지지하는 사람들은 그 시대의 경제적, 기술적 발전을 의심하는 경향이 있었다.

## 2세대
허드슨 리버 화파의 2세대 예술가들은 1848년 토머스 콜이 사망한 후에 등장했으며 콜의 제자였던 프레더릭 에드윈 처치, 존 프레드릭 켄셋, 샌포드 로빈슨 기포드 등이 2세대 예술가로서 활동했다. 이들은 뉴욕의 메트로폴리탄 미술관 창립자들 중 일부이기도 하다. 2세대 예술가들의 작품은 흔히 루미니즘의 예로 묘사된다.

《나이아가라》, 프레더릭 에드윈 처치, 229.9 cm x 101.6 cm, 1857년, 코코런 미술관
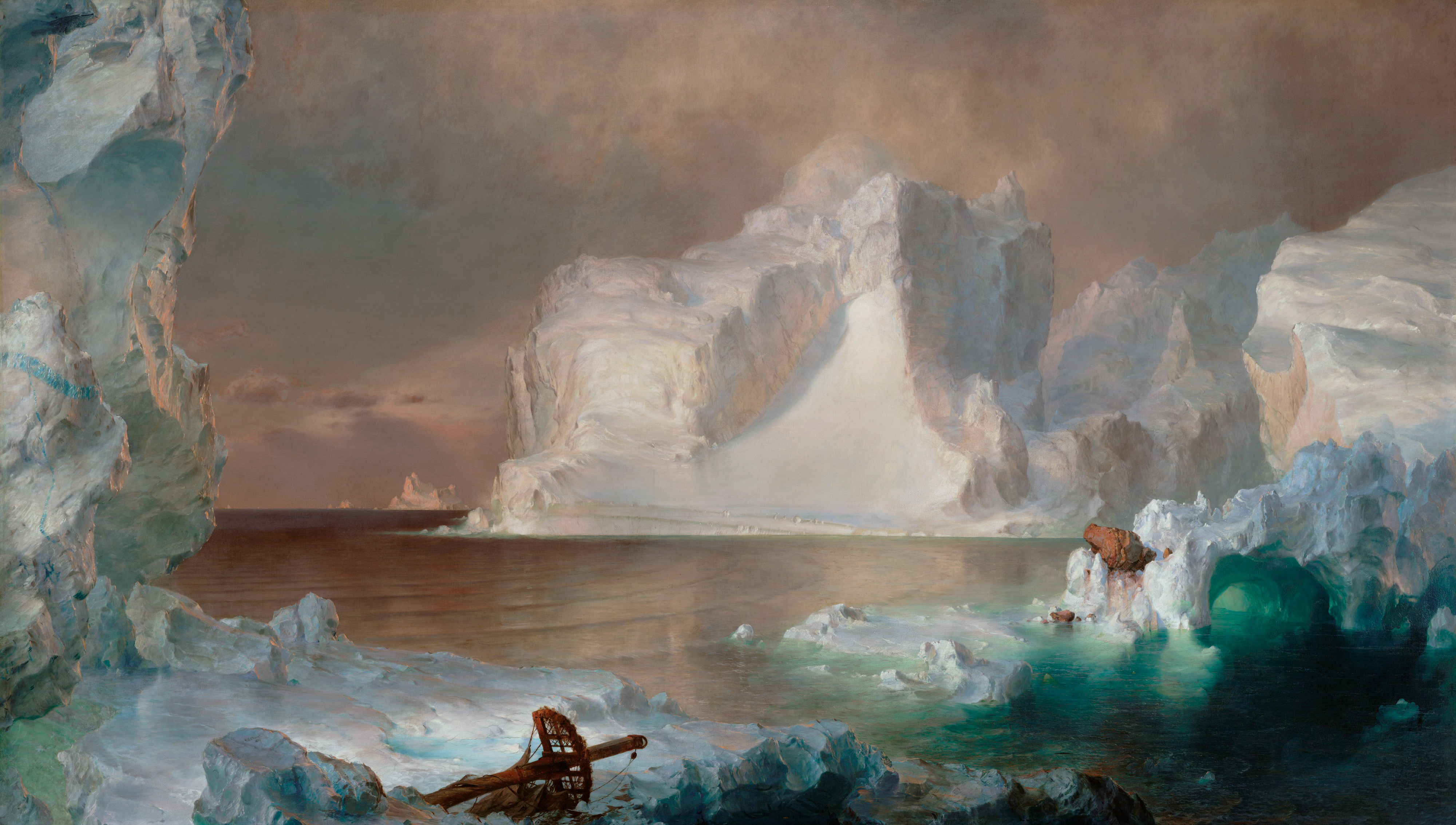
《빙산》, 프레더릭 에드윈 처치, 285.7 cm x 163.8 cm, 1861년, 댈러스 미술관

2세대의 가장 뛰어난 작품들은 대부분 1855년에서 1875년 사이에 그려졌다. 당시에는 프레더릭 에드윈 처치, 알베르트 비어슈타트와 같은 예술가들이 유명했다. 두 사람 모두 뒤셀도르프 화파의 영향을 받았으며, 비어슈타트는 수년간 뒤셀도르프에서 공부했다. 수천 명의 사람들이 처치가 그린 《나이아가라》 및 《빙산》과 같은 그림을 감상하기 위해 인당 25센트를 지불했다. 1~2m가 넘는 이런 거대한 풍경화는 초기 미국 회화에서는 전례가 없었으며, 미국인들로 하여금 그들의 조국인 미국에 광활하고 길들여지지 않은 웅장한 자연이 있다는 것을 상기시켜주었다. 이 시기는 미국 서부에 정착이 이루어지고 국립공원이 보존되고 도시에 녹색 공원이 조성되던 시기였다.

## 여성 예술가
허드슨 리버 화파에는 여러 여성 화가들이 있었다. 수지 M. 바스토우는 캐츠킬산맥과 화이트산맥의 산 풍경을 그린 열렬한 등산가였으며, 엘리자 프랫 그레이터렉스는 아일랜드 태생의 화가로, 국립 디자인 아카데미에 선출된 두 번째 여성이었다. 줄리 하트 비어스는 딸들과 함께 뉴욕의 미술 스튜디오로 이사하기 전에 허드슨 밸리 지역에서 스케치 탐험대를 이끌었다. 해리엇 캐니 필은 미국의 정치인들의 초상화를 그렸던 렘브란트 필과 함께 공부했고 메리 블러드 멜렌은 피츠 헨리 레인의 학생이자 협력자였다.